# Rhinopias eschmeyeri
Rhinopias eschmeyeri — вид скорпеноподібних риб родини скорпенових (Scorpaenidae). Вид названо на честь американського іхтіолога Вільяма Ешмаєра, який зробив ревізію роду Rhinopias у 1973 році.

## Поширення
Вид зустрічається в Індійському океані та на заході Тихого океану від берегів Східної Африки до Японії та Австралії.

## Опис
Риба дрібного розміру до 23 см завдовжки, яскравого забарвлення. Тіло червоного забарвлення.

## Спосіб життя
Це морський, тропічний, демерсальний вид, що мешкає на коралових рифах на глибині до 55 м. Активний хижак, що живиться дрібною рибою та ракоподібними.